# Daughter of Dawn
Daughter of Dawn est un western américain réalisé par Norbert A. Myles, sorti en 1920. Il s'agit d'un des rares films,avec  In the Land of the Head Hunters et Before the White Man Came dont tous les acteurs sont des Native Americans, en l'occurrence des indiens Crows et des Cheyennes.
Le film a été rerouvé par la Oklahoma Historical Society en 2007, restauré en 2012, et sélectionné en 2013 dans le National Film Registry pour son intérêt « culturel, historique et esthétique ».

## Synopsis

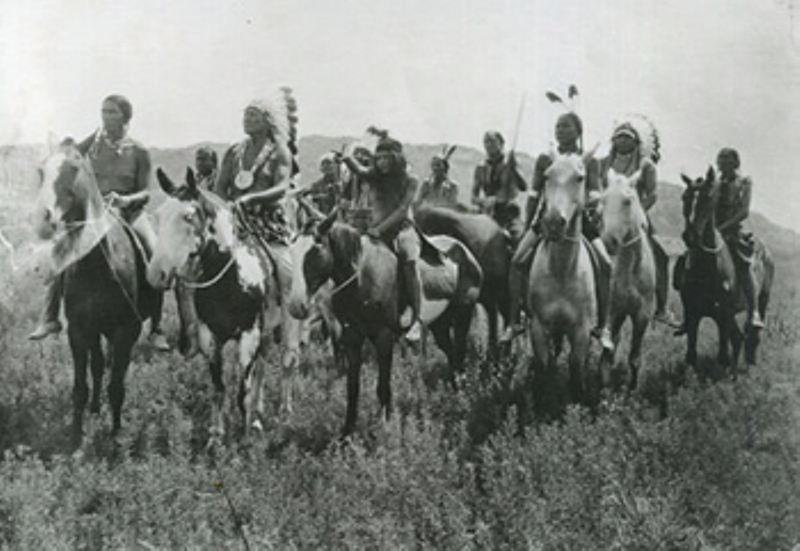
Une scène du film Daughter of Dawn.

Le film se concentre sur un triangle amoureux. Le personnage féminin principal est Dawn, jouée par Esther LeBarre, fille du chef des Kiowas (joué par Hunting Horse). Dawn souhaite épouser White Eagle (joué par White Parker, fils du chef comanche Quanah Parker) mais son père veut qu'elle considère également le puissant et influent Black Wolf, joué par Jack Sankadota. Wanada Parker (fille de Quanah Parker) joue Red Wing, une autre femme amoureuse de Black Wolf. Le film présente des représentations de la vie typique des Indiens des Plaines, notamment une scène de bataille, des danses traditionnelles et la chasse au bison.

## Fiche technique
- Réalisation : Norbert A. Myles
- Scénario : Richard Banks, Norbert A. Myle
- Producteur : Richard Banks
- Production : Texas Film Company
- Distributeur : Milestone Films[2]
- Durée : 83 minutes
- Dates de sortie :
  - Californie : octobre 1920
  - Netflix : 2015[3].

## Distribution
- Dawn : Esther LeBarre
- Hunting Horse
- White Parker
- Black Wolf : Jack Sankadota

## Production
Le film a été tourné en Oklahoma en territoire indien, avec plus de 300 acteurs et figurants. L'acteur White Parker est le fils du célèbre chef Comanche Quanah Parker. Le film n'a été que très peu montré au public lors de sa sortie en 1920.

## Critiques
Le film est particulièrement remarquable pour son portrait du personnage féminin principal.